# Ulltistel
Ulltistel (Onopordum acanthium) är en art i familjen korgblommiga växter. Den är en tvåårig storväxt ört med violetta blommor som blommar från juni till september, och som förekommer förvildad i hela Sverige.

## Galleri

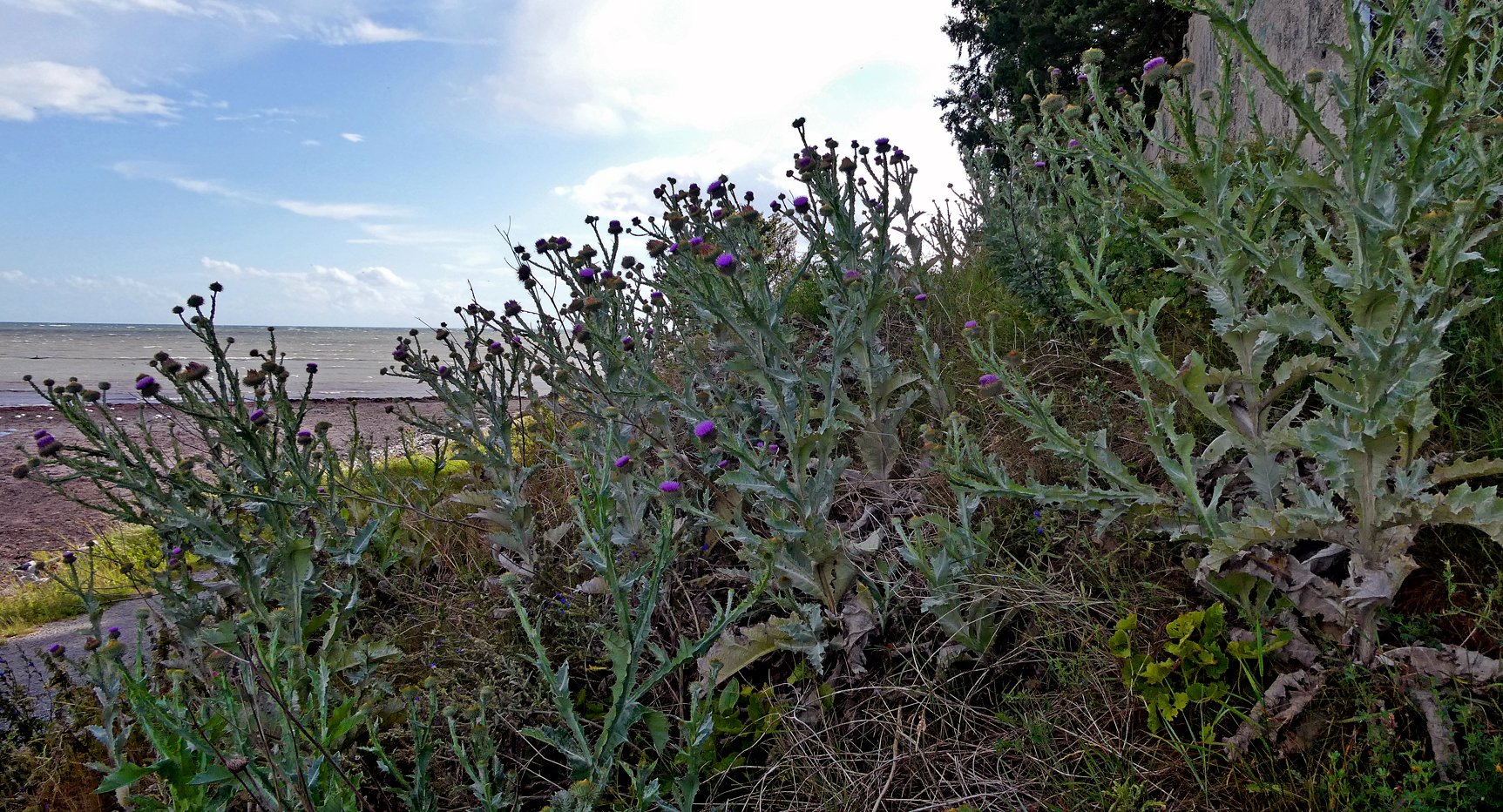
En slänt med blommande Ulltistel.
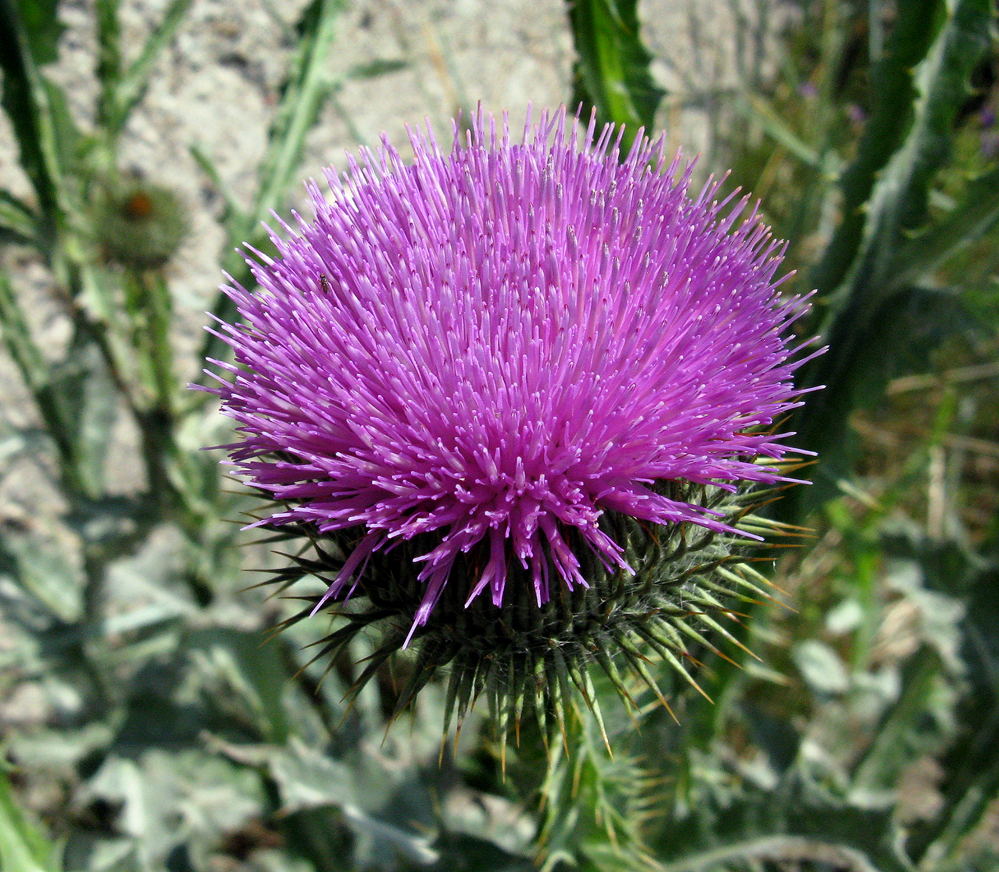
Ulltistel i blom.
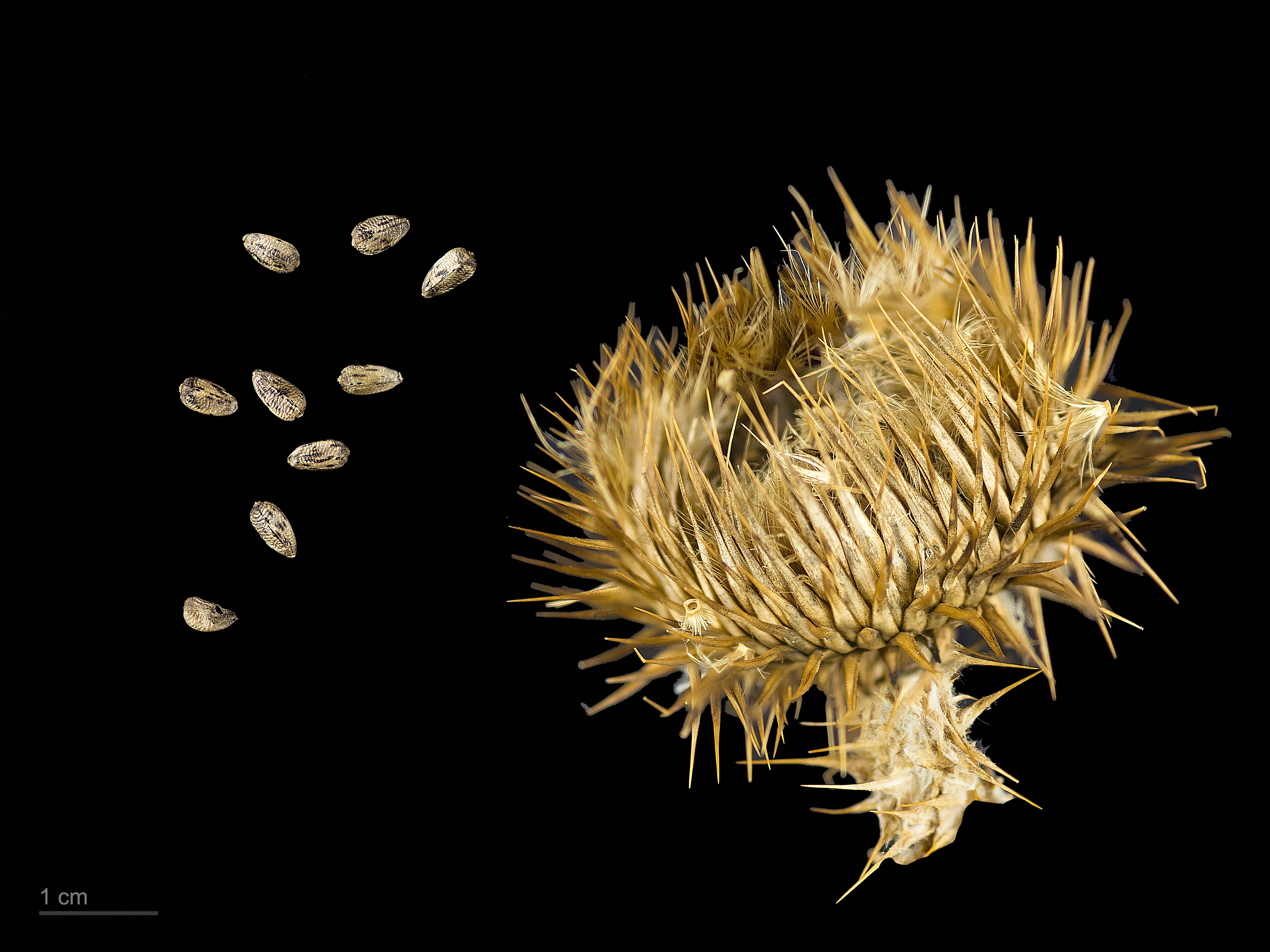
Onopordum acanthium